# Широков Володимир Олександрович
Володимир Олександрович Широков (нар. 2 червня 1933, Ташкент) — український живописець; член Черкаської організації Спілки радянських художників України з 1988 року.

## Біографія
Народився 2 червня 1933 року в місті Ташкенті (нині Узбекистан). 1963 року закінчив Львівський інститут прикладного та декоративного мистецтва, де навчався у Романа Сельського, Данила Довбошинського. Дипломна робота — розпис фасаду Палацу культури в місті Новому Роздолі (керівник Іван Скобало, оцінка — добре).
Мешкав у Черкасах, в будинку на вулиці Енгельса, № 120, квартира № 15.

## Творчість
Працював у галузях станкового та монументального живопису. Серед робіт:
живопис
- «Партизани» (1966);
- «Подих весни» (1966);
- «Натюрморт» (1968; 1970);
- «Святковий коровай» (1979);
- «Осінь 1941 року» (1987);
- «Чорнобиль — зона» (1987);
- «Софіївка» (1995).

монументальні твори
- панно «Транспорт» і «Молодість» у Черкаському залізничному вокзалі (1963);
- карбовані вставки «Українська сюїта» в одному із черкаських готелів.